# Pi Herculis
Pi Herculis (67 Herculis) é uma estrela na direção da constelação de Hercules. Possui uma ascensão reta de 17h 15m 02.85s e uma declinação de +36° 48′ 33.0″. Sua magnitude aparente é igual a 3.16. Considerando sua distância de 367 anos-luz em relação à Terra, sua magnitude absoluta é igual a −2.10. Pertence à classe espectral K3IIvar.